# Idzi Kasiński
Idzi Jan Kasiński (ur. 22 września 1936 w Rosochach, zm. 2008) – polski rolnik i działacz ludowy, poseł na Sejm PRL VII kadencji.

## Życiorys
Ukończył Liceum Ogólnokształcące w Opatowie. Organizował Związek Młodzieży Wiejskiej na terenie powiatu opatowskiego. Od 1962 prowadził własne gospodarstwo rolne w Rosochach. W 1976 uzyskał mandat posła na Sejm PRL w okręgu Tarnobrzeg. Zasiadał w Komisji Mandatowo-Regulaminowej oraz w Komisji Prac Ustawodawczych. Działał w Zjednoczonym Stronnictwie Ludowym, a następnie w Polskim Stronnictwie Ludowym (w 2007 został wyróżniony za działalność).
Odznaczony Odznaką „Zasłużony Pracownik Rolnictwa”. Pochowany w Ptkanowie.